# Adolfo Mengotti
Adolfo Mengotti Arnáiz (* 12. November 1901 in Valladolid, Spanien; † 1984) war ein Schweizer Fussballspieler.

## Karriere
Adolfo Mengotti wurde 1901 im spanischen Valladolid geboren. Seine Mutter stammte aus Burgos, und sein Vater Alfredo Mengotti war als Vertreter von Nestlé und später als Schweizer Gesandter in Spanien tätig. Adolfo verbrachte seine Studienzeit mit seinen beiden Brüdern Arturo und Francisco in Genf. Arturo war Torhüter und Francisco Stürmer.
Adolfo spielte in der Schweiz für den Servette FC und in Spanien für Real Madrid. Nachdem er mit der Schweizer Nationalmannschaft bei den Olympischen Sommerspielen 1924 in Paris die Silbermedaille gewonnen hatte, bot ihm Real Madrid einen Profivertrag an. Mengotti lehnte das Angebot jedoch ab, da er Fussball als ein Hobby und nicht als Beruf ansah, und widmete sich seinem Beruf.
Adolfo Mengotti hatte acht Geschwister (Alfredo, Enrique, Paco, Arturo, Matilde, Teresa, Carlos und Leonor).